# ソネット (村下孝蔵の曲)
「ソネット」は、村下孝蔵の楽曲。1990年6月21日にCBSソニーよりシングルが発売された。

## 解説
村下のデビュー11年目、ベスト盤「初恋/少女」「ゆうこ/踊り子」をはさんで17枚目のシングルになる。カップリングの「禁じられた遊び」と共に、1989年のアルバム『野菊よ 僕は…』からシングルカットされた。ベスト盤以外では初のCDのみによるシングルである。
シングルCDとして正規発売されたものの他に、EPレコードによるプロモーション盤（非売品）も存在し、こちらはB面が「幸せのメロディー」となっている。

## 収録曲
- 全曲、作詞・作曲:村下孝蔵／編曲:水谷公生

1. ソネット
2. 禁じられた遊び

## カバー
- 2006年、天野綾子（アルバム『絵日記と紙芝居〜村下孝蔵トリビュートアルバム〜』収録）
- 2007年、柏原芳恵（カバーアルバム『encore』収録）